# Lilltjärnen (Ströms socken, Jämtland, 707581-150033)
Lilltjärnen är en sjö i Strömsunds kommun i Jämtland och ingår i Ångermanälvens huvudavrinningsområde.